# S-350 Vityaz
El sistema de defensa antiaérea por misiles S-350 Vityaz (en ruso: С-350 Витязь) es un sistema de origen ruso de misiles tierra-aire de medio alcance, desarrollado por la Oficina Central de diseño de Almaz. También se le conoce como 50R6A Vityaz (en ruso: 50Р6А Витязь) o S-350/S-350E. Su objetivo es el de reemplazar a los sistema de misiles Tor-M, S-300PS y S-300PT-1A. Los orígenes del sistema se pueden encontrar en su par surcoreano/ruso del proyecto KM-SAM. La versión naval, dotada con el misil guiado 9M96E, actualmente bajo desarrollo; será denominada como Redut.

## Historia
Como forma de dotar a Rusia de un sistema a la par, si no; superior al estadounidense Patriot, la oficina de diseño Almaz-Antey desarrolló el sistema S-350 Vityaz desde el 2007, pero tras ciertas mejoras en el año 2009 fue redesignado como S-350E Vityaz. Su presentación al público se realizó en el marco de la feria aeroespacial MAKS en el año 2013.

## Descripción
Siendo más compacto que el S-400, el "sistema de misiles Vityaz" (designación GRAU: 50R6A) consta de los siguientes elementos:
- Estación multifuncional de detección equipada con radares AESA (de 1 a 2 unidades), 50N6A[7]
- Puesto de comando totalmente autónoma en labores de combate, la que puede interactuar con otras estaciones de comando remotas (1 unidad) 50K6A,[8]
- De 1 a 8 lanzaderas de misiles 50P6
- Misiles con sistemas de guía pasiva 9M96.[8] Además de este, se pueden instalar otros tipos de misiles con sistemas de rastreo activo (como el 40N6), con un rango efectivo de alcance de 12- 120 km. Las características base de desempeño se encuentran descritas a continuación:[9][10]

La cantidad de objetivos que puede seguir se describe a continuación. Se debe tener en cuenta que factores tales como las condiciones meteorológicas, tipo de munición/misiles pueden aumentar y/o disminuir dichas cifras:
- Blancos aerodinámicos - 16
- Blancos balísticos - 12
- Blancos de tipo misil (en simultáneo) - 32

El área de afectación de blancos aerodinámicos:
- Rango de alcance (distancia) - de 1,5 a 120 km,
- Rango de alcance (altura) - 10 a 30.000 m

El área de afectación de blancos balísticos:
- Por rango de alcance - entre 1500 y 30.000 m
- Por rango de altura - entre 2000 y 25.000 m

Entre otras de sus características, el tiempo de reacción de las baterías de misiles superficie-aire en combate se ha estimado en unos 5 minutos, además se ha diseñado para que todos los vehículos que se puedan usar como la plataforma sean de tipo civil, siendo montada la plataforma de ataque en vehículos de la marca BZKT.
Tras varias demoras, se espera que las pruebas sean completadas en el año 2014, y que la fase de producción en masa se estima que inicie en el año 2015, y las entregas a las fuerzas rusas se comiencen en el año 2016. Este sistema podría llegar a reemplazar a los del modelo S-300, e inclusive a complementar a otros sistemas en servicio como los Morfey, S-400 y S-500. Se planea que para el año 2020 haya al menos 30 sistemas en servicio.

## Usuarios
- Rusia - 1 unidad. En pruebas actualmente

### Desarrollos relacionados
- S-300
- S-400 Triumf
- S-500 Autocrat

### Sistemas similares
- MIM-104 Patriot
- RIM-66 Standard
- RIM-67 Standard
- RIM-174 Standard ERAM
- HQ-9
- M-SAM Cheolmae-2
- Eurosam
- AAD

### Listas relacionadas
- Anexo:Lista de Misiles antiaéreos de la Unión Soviética